# Zenodoxus palmii
Zenodoxus palmii is een vlinder uit de familie wespvlinders (Sesiidae), onderfamilie Tinthiinae.
Zenodoxus palmii is voor het eerst wetenschappelijk beschreven door Neumoegen in 1891. De soort komt voor in het Nearctisch gebieden het  Neotropisch gebied.